# Phare de la Tour du Lion
Le phare de la Tour du Lion (en anglais : Lion Tower Lighthouse) est un feu actif situé sur la Tour du Lion dans le port de Tripoli dans le District de Tripoli au Liban, sur la côte méditerranéenne. Il est géré par les autorités portuaires de Tripoli.

## Histoire
La tour du Lion (en arabe : برج السبع,Burj es-Sabaa) est une petite forteresse située à l'extrémité orientale du port de Tripoli, dans le nord du Liban. La tour a été nommée d'après les décorations en relief représentant des lions qui ornaient la façade. La structure remonte à la fin du XVe siècle et est attribuée au Sultan mamelouk Qaitbay. C'est un monument historique préservé.

## Description
Ce feu fixe rouge émet, à une hauteur focale de 21 m, une lumière rouge d'une portée de 3 milles nautiques (environ 5.5 km).
Identifiant : [ - Amirauté : N5927.6 - NGA : 21060 .

### Lien connexe
- Liste des phares du Liban